# Peter Schilperoort
Anne Peter Schilperoort (Den Haag, 4 november 1919 – Leiderdorp, 17 november 1990) was een Nederlands jazzmusicus. Hij was bandleider, klarinettist en saxofonist.
In 1939 debuteerde Schilperoort bij het Haagse amateurorkest de Swing Papa's. Hij haalde zijn MTS-diploma en studeerde vanaf 1941 werktuigbouwkunde aan de Technische Hoogeschool van Delft. Omdat hij de loyaliteitsverklaring weigerde te tekenen moest hij zijn studie in 1943 afbreken.
Direct na afloop van de Tweede Wereldoorlog, op 5 mei 1945, richtte hij met Frans Vink (piano), Henny Frohwein (contrabas) en Tonny Nüsser (drums) de Dutch Swing College Band op, waarbij hijzelf de klarinet bespeelde. Amerikaanse solisten als sopraansaxofonist Sidney Bechet en trompettist Hot Lips Page traden vanaf 1949 regelmatig op met Schilperoort en de DSCBand. Schilperoort pakte in 1953 zijn studie weer op en trad in 1955 in dienst bij Fokker. Het jaar daarop haalde hij zijn ingenieursdiploma. In 1959 nam hij ontslag bij Fokker, en kort daarop werd hij weer de muzikale leider van de DSC-Band.
Schilperoort en zijn DSC-Band toerden in de jaren zestig en zeventig meermaals door onder meer Zuid-Afrika en Zuid-Amerika. Daarbuiten bracht hij samen met Wout Steenhuis in 1970  het album Double Dutch uit.

## Trivia
Peter Schilperoort was bevriend met de schrijver Willy van der Heide, de schrijver van de Bob Evers-serie. Schilperoort figureert met zijn D.S.C.-band in de delen 25 en 26 van de jongensboekenserie.